# Four Letter Word (Silent Rage)
Four Letter Word è il quarto album dei Silent Rage, uscito nel 2008 per l'etichetta discografica Frontiers Records.

## Tracce
1. You Could Be The One
2. Four Letter Word
3. Man Or Machine
4. Feel My Love
5. Close Your Eyes
6. Sinister Man
7. Hard Habit To Break
8. Nobody Knows
9. Bona Fide
10. I'm Not Lonely
11. Trouble

## Formazione
- Jesse Damon - voce, chitarra
- Mark Hawkins - chitarra, voce, tastiere
- E.J. Curse - basso
- Rodney Pino - batteria

### Altri musicisti
- Bruce Kulick – chitarra
- Bobby Blotzer - batteria
- Gilby Clarke – chitarra, tastiere, percussioni